# Georg Kurt Schauer
Georg Kurt Schauer (* 2. August 1899 in Frankfurt am Main; † 11. Dezember 1984 in Bad Homburg vor der Höhe) war ein deutscher Verleger und Buchhistoriker.

## Lebensweg
Bis 1922 absolvierte Georg Kurt Schauer ein Studium der Geschichte in Frankfurt/Main sowie in Freiburg im Breisgau und promovierte 1923 zum Thema Der Einzelne und die Gemeinschaft. Vom Geschäftsverfahren des Frankfurter Parlaments. Anschließend machte er eine Ausbildung zum Verlagsbuchhändler, war als wissenschaftlicher Mitarbeiter an der Universität Marburg tätig und arbeitete bei verschiedenen Verlagen, unter anderem bei Rütten & Loening und beim Goldmann Verlag.
1939 arbeitete Schauer an der Vorbereitung der Gutenberg-Reichsausstellung 1940 anlässlich der 500-Jahr-Feier der Erfindung des Buchdrucks, die aber wegen des Ausbruchs des Zweiten Weltkriegs nicht stattfand. 1941 bis 1943 hielt er sich wegen der jüdischen Herkunft seiner Frau in Brünn auf, wurde 1944 als Soldat eingezogen und schwer verwundet.
1945 wurde Georg Kurt Schauer von der US-amerikanischen Militärregierung mit der  Organisation einer Zweigstelle des Börsenvereins der Deutschen Buchhändler in Wiesbaden beauftragt und erhielt eine Lizenz für die westdeutsche Ausgabe des Börsenblatts für den deutschen Buchhandel. Durch seine Initiative entstand in Frankfurt der Börsenverein mit einer neuen föderalistischen Struktur. Gemeinsam mit Hanns Wilhelm Eppelsheimer betrieb Schauer die Gründung der Deutschen Nationalbibliothek in Frankfurt als Gegenstück zu der in Leipzig. Gleichzeitig arbeitete er beim Aufbau der Frankfurter Zweigstelle des Suhrkamp Verlags mit.
Ab 1948 widmete sich Schauer seinem eigenen kleinen Verlag, der bis 1972 existierte. Der Verlag publizierte unter anderen Schriften zur Buchkunst. Zudem war er als Berater für Schriftenhersteller wie D. Stempel, Gebr. Klingspor und Linotype tätig, wurde Geschäftsführer des Wettbewerbs Die schönsten deutschen Bücher und richtete die Sammlung Buchkunst in der Nationalbibliothek ein, die 1965 in die Stiftung Buchkunst überging.

## Ehrungen
1964 wurde Georg Kurt Schauer mit der Ehrenplakette des Börsenvereins des deutschen Buchhandels ausgezeichnet und 1971 zum Honorarprofessor für die Geschichte der Buchgestaltung und der Buchkunst der Technischen Universität Darmstadt ernannt. 1981 erhielt er die Ehrenplakette der Stadt Frankfurt am Main.

## Publikationen (Auswahl)
- Wege der Buchgestaltung. Erfahrungen und Ratschläge, 1953
- Typographie der Mitte, D. Stempel AG, Frankfurt am Main, 1954
- Kleine Geschichte des deutschen Buchumschlags im 20. Jahrhundert, 1962
- Deutsche Buchkunst 1890-1960, 1963
- Internationale Buchkunst im 19. und 20. Jahrhundert, 1969
- Dienst am Buch, 1922–1972, 1973